# Sijie
Sijie (kinesiska: 思界乡, 思界) är en socken i Kina. Den ligger i den autonoma regionen Guangxi, i den södra delen av landet, omkring 220 kilometer nordost om regionhuvudstaden Nanning. Antalet invånare är 24990. Befolkningen består av 11 798 kvinnor och 13 192 män. Barn under 15 år utgör 29,0 %, vuxna 15-64 år 60 %, och äldre över 65 år 9,0 %.
Genomsnittlig årsnederbörd är 2 211 millimeter. Den regnigaste månaden är juni, med i genomsnitt 384 mm nederbörd, och den torraste är oktober, med 37 mm nederbörd.